# Aschanti-Pfeffer
|  | Dieser Artikel wurde aufgrund von formalen oder inhaltlichen Mängeln in der Qualitätssicherung Biologie im Abschnitt „Pflanzen“ zur Verbesserung eingetragen. Dies geschieht, um die Qualität der Biologie-Artikel auf ein akzeptables Niveau zu bringen. Bitte hilf mit, diesen Artikel zu verbessern! Artikel, die nicht signifikant verbessert werden, können gegebenenfalls gelöscht werden. Lies dazu auch die näheren Informationen in den Mindestanforderungen an Biologie-Artikel. Begründung: Vollprogramm |

Der Aschanti-Pfeffer (Piper guineense), auch als Kongo-Pfeffer oder Kongo-Kubeben, Guinea-Pfeffer bezeichnet, ist eine Pflanzenart aus der Gattung Piper (Pfeffer). Er kommt in West- und Zentralafrika, insbesondere im Kongo, vor. Die Früchte werden gerne in der westafrikanischen Küche verwendet. Sie ähneln im Aroma dem Kubeben-Pfeffer, sind jedoch weniger bitter. Sie enthalten Sesamin, Aschantin (Lignan), sowie ätherische Öle (ca. 10 %), darunter Phellandren, Harz, Piperin und Piperidin.

## Beschreibung

### Vegetative Merkmale
Der Aschanti-Pfeffer wächst als Liane viele Meter hoch. Die Sprossachsen sind fast kahl. Die wechselständig angeordneten Laubblätter sind in Blattstiel und -spreite gegliedert. Die einfache Blattspreite ist zugespitzt und behaart bis kahl.

### Generative Merkmale
Der Aschanti-Pfeffer ist zweihäusig getrenntgeschlechtig (diözisch). In kleinen, blattgegen- oder endständigen ährigen Blütenständen befinden sich die gestielten Blüten. Die gelben Blüten ohne Blütenhülle erscheinen. Die gestielten, bei Reife orangefarbenen bis roten Früchte sind ellipsoid bis rundlich und enthalten nur einen Samen.

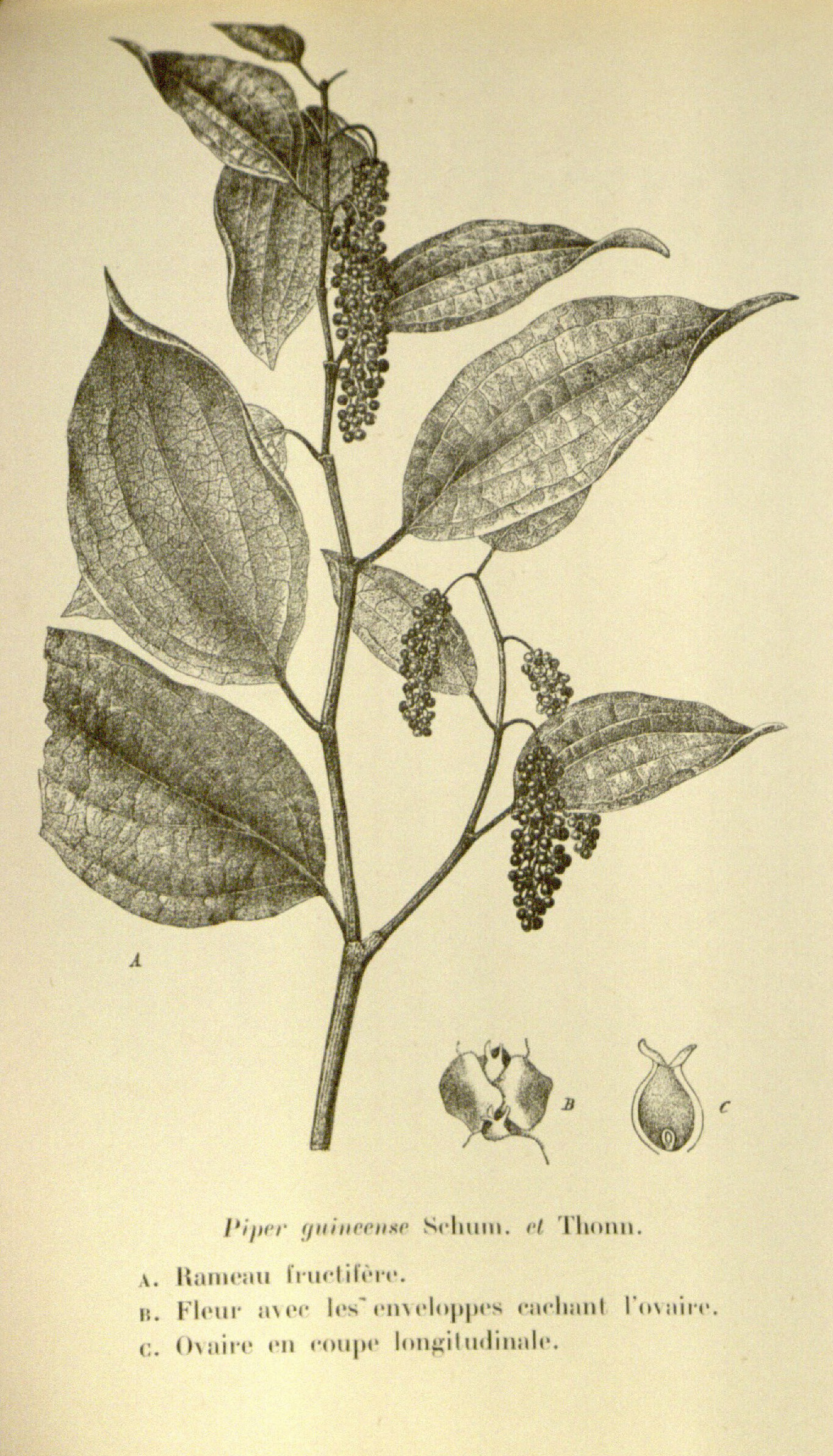
Illustration
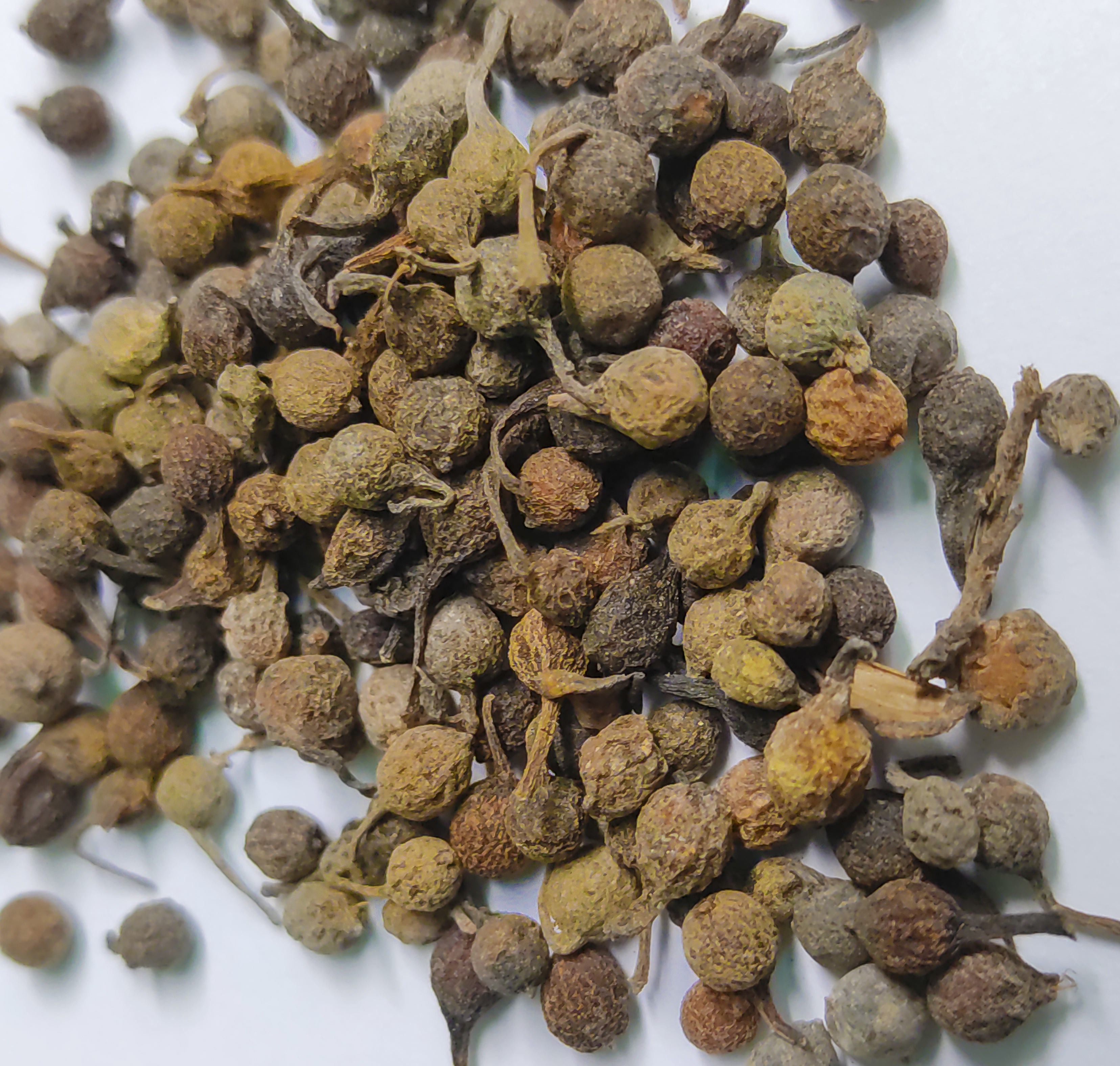
Getrocknete Früchte